# 貝達M35半自動步槍
貝達M35半自動步槍是意大利在第二次世界大戰期間生產的一種半自動步槍，採用氣動式操作和20發裝彈匣，但由於造價昂貴而無普及至全軍，M35祇裝備特種部隊，它發射6.5毫米口徑子彈，此種子彈威力雖小但後座力低，因此，M35有著不錯的命中率。另外，此槍也有推出外銷型，口徑可選擇7.92毫米或7.62毫米，最後賣了400把給哥斯達黎加，賣給哥斯達黎加的M35把口徑改為7毫米而且可以四發點放射擊，令其變成突擊步槍，也是唯一已知的四發點放槍械。

## 使用國家
- 義大利王國

## 外部連結
- 貝達M35半自動步槍(英文) （页面存档备份，存于）
- Breda M1935 PG rifle (Italy) （页面存档备份，存于）